# Franz Hiesl

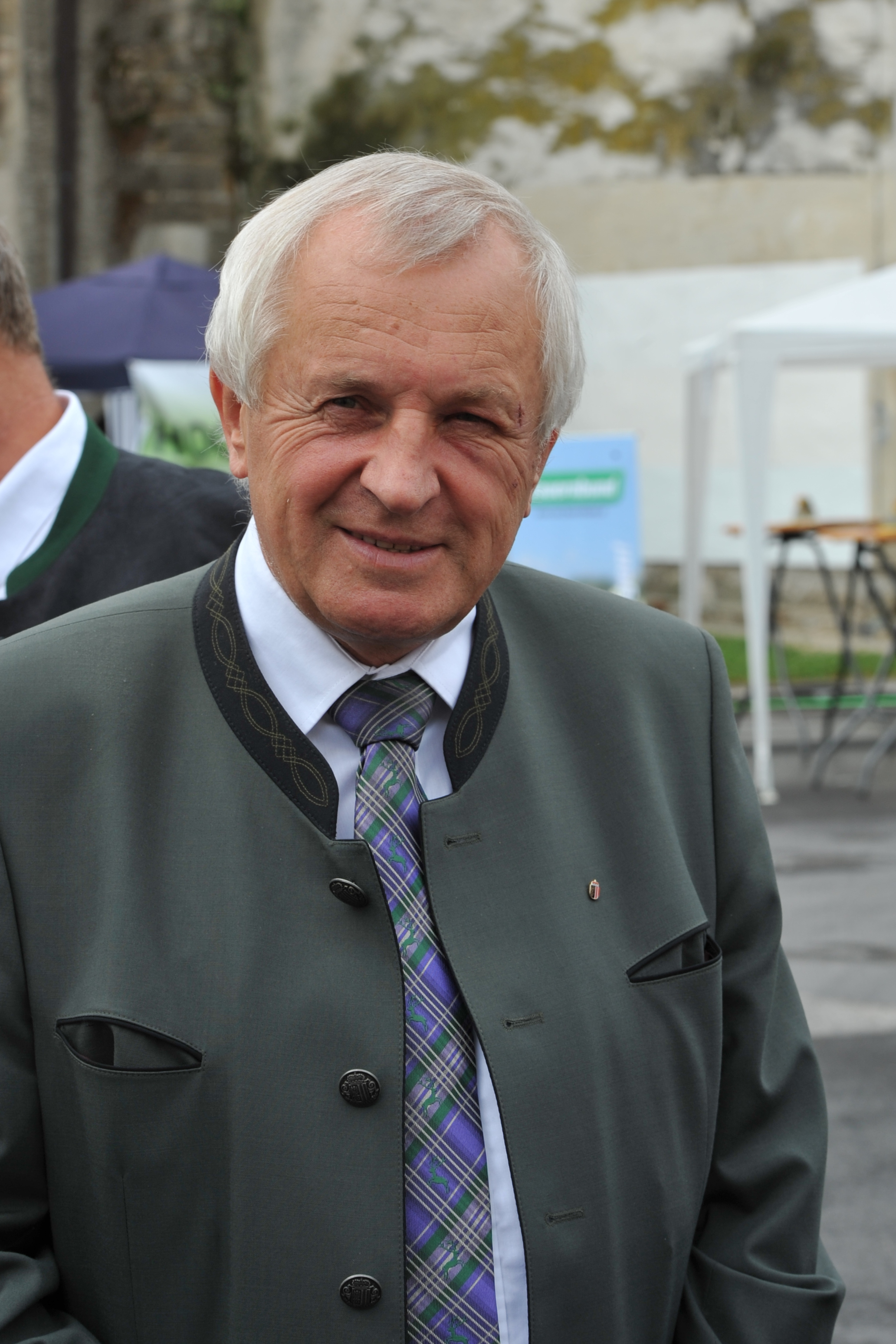
Franz Hiesl 2012

Franz Hiesl (* 26. März 1952 in Waizenkirchen) ist ein österreichischer Politiker der Oberösterreichischen Volkspartei (ÖVP) und war von 2000 bis 2015 Landeshauptmannstellvertreter von Oberösterreich.

## Leben und Lokalpolitik
Hiesl wohnt in der Stadt Perg, ist verheiratet mit Theresia und Vater einer Tochter und von drei Söhnen. 1979 wurde er in den Gemeinderat der Stadt Perg gewählt und von 1985 bis 1995 war er dort Stadtrat. 2010 wurde er zum Ehrenbürger von Perg ernannt.

## Politische Laufbahn
Der ausgebildete und zunächst bei der VÖEST beschäftigte Buchhalter und Kostenrechner wurde 1973 Obmann der Jungen ÖVP in Neukirchen am Walde. Von 1974 bis 1983 war er Finanzreferent im Landesvorstand der Jungen ÖVP Oberösterreich. 1979 übersiedelte er nach Perg und war dort bis 1985 ÖVP-Bezirksparteisekretär. 1980 wurde er ÖAAB-Stadtobmann von Perg und ab 1983 auch ÖAAB-Bezirksobmann. Hiesl war von 1987 bis 1995 Landesparteisekretär, in der Zeit von 1991 bis 1995 auch Klubobmann der ÖVP im OÖ. Landtag. 1995 wurde er oberösterreichischer ÖAAB-Landesobmann, seit 1999 ist er zusätzlich ÖAAB-Bundesobmann-Stellvertreter.
Hiesl war von 1985 bis 1995 Abgeordneter zum OÖ. Landtag, ab 1995 war er Landesrat und von 2000 bis zum 23. Oktober 2015 Landeshauptmannstellvertreter von Oberösterreich. Hiesl ist weiters Vorsitzender der Wasserwirtschaftskommission und Aufsichtsratsvorsitzender des Oberösterreichischen Verkehrsverbundes.
2015 folgte ihm Anton Froschauer als ÖVP-Bezirksobmann im Bezirk Perg nach.

## Auszeichnungen
- Ehrenbürger der Stadt Perg (2010)
- Großes Goldenes Ehrenzeichen des Landes Oberösterreich (2015)